# Карамирза (Уаліхановський район)
Карамирза́ (каз. Қарамырза) — село у складі Уаліхановського району Північноказахстанської області Казахстану. Входить до складу Коктерецького сільського округу, раніше було у складі ліквідованої Єльтайської сільської ради.
Населення — 4 особи (2021; 85 у 2009, 166 у 1999, 225 у 1989).
Національний склад станом на 1989 рік:
- казахи — 77 %.